# Милад Мохамади
Милад Мохамади Кешмарзи (перс. ‎‎لاد محمدی کشمرزی, латинизовано: ; Абадан, 29. септембар 1993) професионални је ирански фудбалер који примарно игра у одбрани на позицији левог бека.

## Клупска каријера
Професионалну каријеру започиње 2014. као играч екипе Рах Ахан из Техерана, за који је играо две сезоне у иранском првенству.  
Потом у фебруару 2016. одлази у Русију и потписује трогодишњи уговор са премијерлигашем Ахматом (некадашњи Терек) из Грозног, за суму од око 300.000 евра. За Ахмат дебитује у првенственој утакмици против Анжија из Махачкале 2. априла 2016. године. Први гол у руској лиги, а уједно и први професионални погодак у каријери постигао је 29. априла 2017. у победи над екипом Урала од 5:2. 

## Репрезентативна каријера
Пре дебија за сениорску репрезентацију одиграо је 15 утакмица за репрезентацију до 23 године. 
За сениорску репрезентацију Ирана дебитовао је 11. јуна 2015. у пријатељској утакмици са селекцијом Узбекистана.
Селектор Карлос Кејроз уврстио га је на списак играча за Светско првенство 2018. у Русији, где је одиграо две утакмице у групи Б против Шпаније и Португалије (на терену је провео укупно 55 минута).